# Svinsjön (Gåsinge-Dillnäs socken, Södermanland)
Svinsjön är en sjö i Gnesta kommun i Södermanland och ingår i Norrströms huvudavrinningsområde.